# Fuentemolinos
Fuentemolinos ist eine nordspanische Gemeinde (municipio) mit 91 Einwohnern (Stand: 2024) im Süden der Provinz Burgos in der autonomen Gemeinschaft Kastilien-León. Sie liegt im Weinbaugebiet Ribera del Duero und der gleichnamigen Comarca.

## Lage und Klima
Fuentemolinos liegt in einer Höhe von ca. 870 m etwa 110 südsüdwestlich der Provinzhauptstadt Burgos. Der Río Riaza begrenzt die Gemeinde im Nordosten. Das Klima ist trotz der Höhenlage gemäßigt bis warm; Regen (ca. 530 mm/Jahr) fällt übers Jahr verteilt, Schnee und Frost sind äußerst selten.

## Bevölkerungsentwicklung
| Jahr      | 1970 | 1981 | 1991 | 2001 | 2011 | 2021 |
| Einwohner | 284  | 193  | 145  | 124  | 110  | 99   |

## Sehenswürdigkeiten
- Bartholomäuskirche (Iglesia de San Bartolomé Apóstol)
- Johannes-Einsiedelei (Ermita de San Juan)

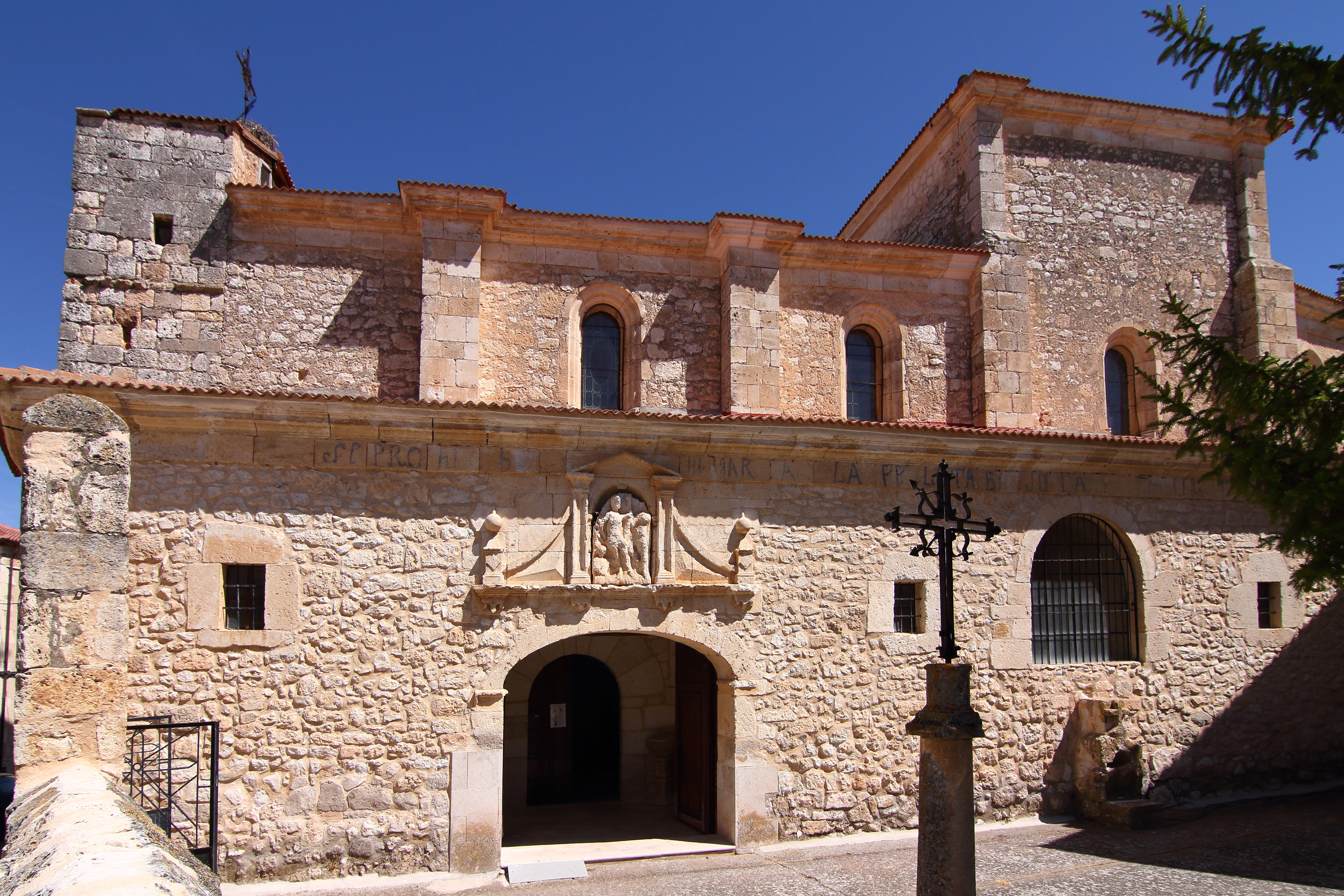
Bartholomäuskirche
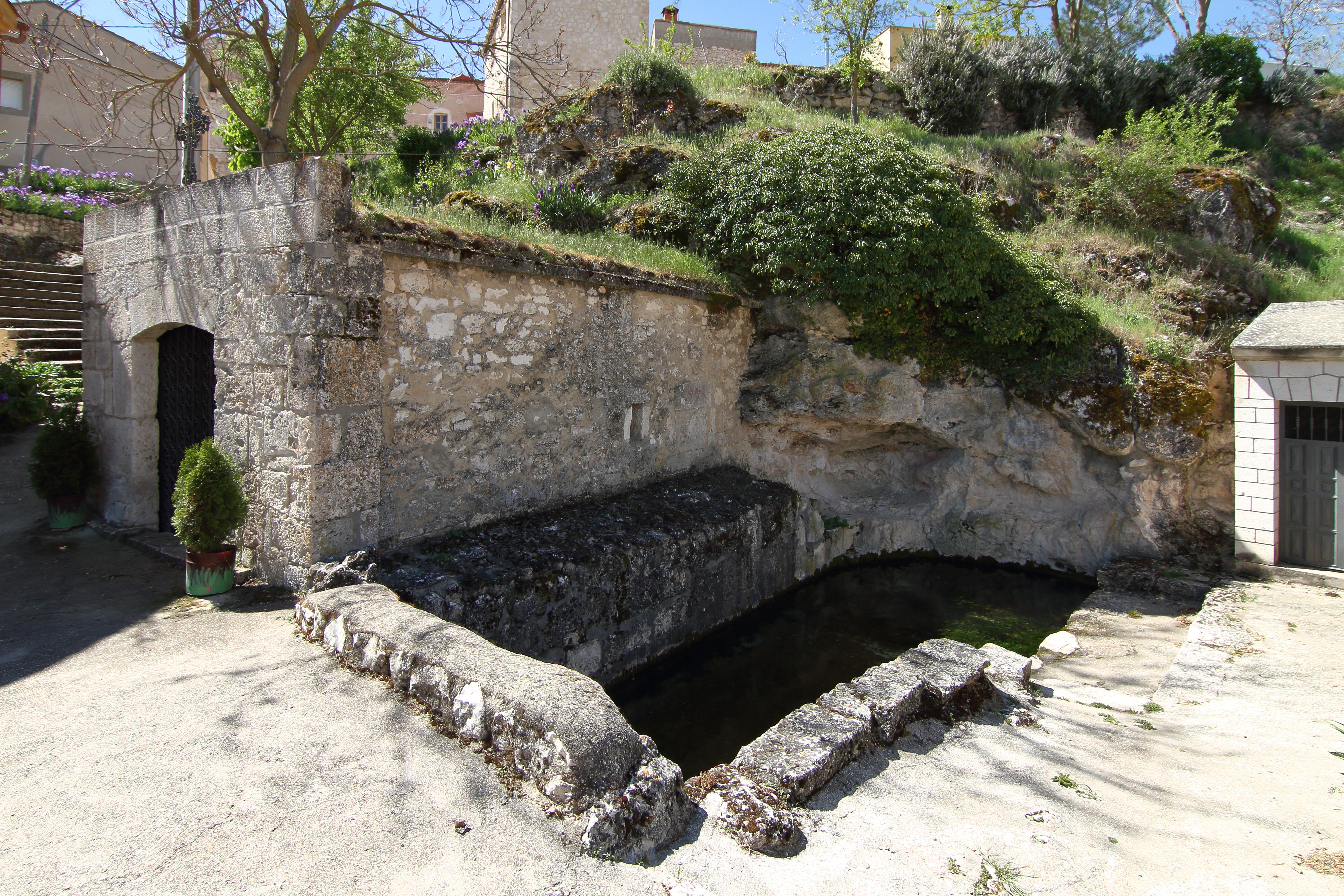
Johannes-Einsiedelei